# Lestes curvatus
Lestes curvatus är en trollsländeart som beskrevs av Jean Belle 1997. Lestes curvatus ingår i släktet Lestes och familjen glansflicksländor. IUCN kategoriserar arten globalt som livskraftig. Inga underarter finns listade i Catalogue of Life.